# Nik Xhelilaj
Kreshnik Xhelilaj, mer känd under sitt artistnamn Nik Xhelilaj, född 5 mars 1983 i Tirana, är en albansk skådespelare. Han inledde sin internationella karriär med filmen The Sorrow of Mrs. Schneider (Trishtimi i zonjës Shnajder). Nik har fått pris som bästa skådespelare i flera olika internationella filmfestivaler. Under hösten 2011 presenterades Xhelilaj som en av programledarna i Festivali i Këngës 50.

## Filmografi
- Single Use (2005)
- Trishtimi i zonjës Shnajder (2008)
- Gjallë! (2009)
- Der Albaner (2010)